# 유라시아청딱따구리

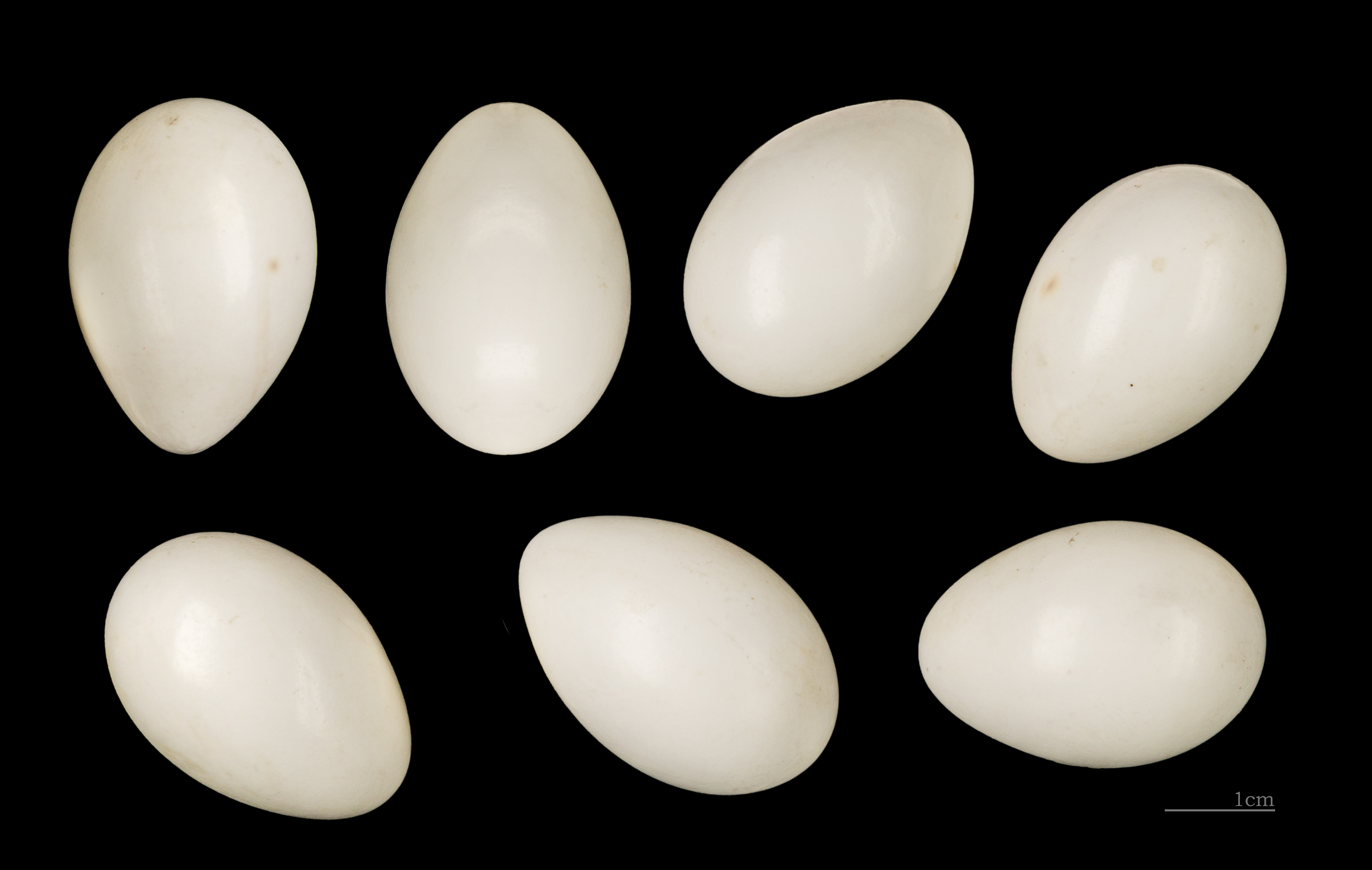
유라시아청딱따구리의 알.

유라시아청딱따구리(European green woodpecker, 학명: Picus viridis)는 딱따구리과에 속하는 새이다. 4개의 아종이 있으며 유럽 대부분의 지역과 아시아 서부에서 볼 수 있다.
둥지 구멍은 나무에 만들고, 4~6개의 알을 낳으며 19~20일이 지나면 부화한다.

## 개요
유라시아청딱따구리는 몸 길이가 30~36 센티미터, 날개 길이는 45~51 센티미터에 이른다. 암컷과 수컷 모두 윗면이 녹색이고 아랫면은 옅은 노란 녹색이다.

## 분류
유라시아청딱따구리는 딱따구리목 딱따구리과의 새로 분류되며, 1758년 린네가 처음 기술하였다. 학명 Picus viridis는 딱따구리를 뜻하는 그리스어 낱말 pikos와 녹색을 뜻하는 라틴어 viridis에서 왔다. 아종은 총 4개이다.
- P. v. viridis
- P. v. karelini
- P. v. sharpei
- P. v. innominatus